# 國立利沃夫博物館
安德烈·舍普季茨基國立利沃夫博物館（烏克蘭語：Національний музей у Львові）是烏克蘭最大的博物館之一，於1905年由乌克兰希腊礼天主教会大总主教安德烈·舍普季茨基建立，最初的名字是利沃夫教會博物館。二戰結束後，博物館成名為利沃夫烏克蘭藝術博物館，並增加了一些來自利沃夫其他博物館的藏品。國立利沃夫博物館收藏了眾多12至18世纪的宗教艺术作品，以及大量民俗展品和美術品，還收藏有一些珍貴的手稿。